# Lijst van rijksmonumenten in Meijel
De plaats Meijel telt elf inschrijvingen in het rijksmonumentenregister. Hieronder een overzicht.
| Object                | Oorspronkelijke functie? | Bouwjaar          | Architect | Locatie                | Coördinaten?                  | Nr.?   | Afbeelding        |
| --------------------- | ------------------------ | ----------------- | --------- | ---------------------- | ----------------------------- | ------ | ----------------- |
| De Kapelanie          | Kerkelijke dienstwoning  | 1752              |           | Kalisstraat 1          | 51° 20' 46" NB, 5° 52' 54" OL | 28648  | Meer afbeeldingen |
| Sint Nicolaaskerk     | Vanwege onderdelen kerk  | ca. 1956          |           | Raadhuisplein 13       | 51° 20' 39" NB, 5° 53' 12" OL | 28649  | Meer afbeeldingen |
| Willibrordusput       | Straatmeubilair          | 1899 op oude bron |           | Hof bij 8              | 51° 21' 11" NB, 5° 52' 27" OL | 28650  | Meer afbeeldingen |
| Oude grenssteen       | Grensafbakening          | 1648              |           | Hof bij 8              | 51° 21' 11" NB, 5° 52' 27" OL | 28651  | Meer afbeeldingen |
| Kazemat K 20          | Kazemat                  | 1939-1940         |           | Vossenberg bij 1       | 51° 20' 43" NB, 5° 50' 40" OL | 525473 | Kazemat K 20      |
| Kazemat K 21          | Kazemat                  | 1939-1940         |           | Vossenberg bij 1       | 51° 20' 47" NB, 5° 50' 41" OL | 525474 | Upload foto       |
| Kazemat K 22          | Kazemat                  | 1939-1940         |           | Vossenberg bij 1       | 51° 20' 47" NB, 5° 50' 41" OL | 525475 | Upload foto       |
| Kazemat K 23          | Kazemat                  | 1939-1940         |           | Vossenberg bij 1       | 51° 20' 47" NB, 5° 50' 41" OL | 525476 | Upload foto       |
| Kazemat K 24          | Kazemat                  | 1939-1940         |           | Vossenberg bij 1       | 51° 20' 47" NB, 5° 50' 41" OL | 525477 | Upload foto       |
| Kazemat K 25          | Kazemat                  | 1939-1940         |           | Vossenberg bij 1       | 51° 20' 47" NB, 5° 50' 41" OL | 525478 | Upload foto       |
| Voormalige schutsluis | Waterkering en -doorlaat | 1859-1861         |           | Kanaaldijk tegenover 3 | 51° 19' 17" NB, 5° 54' 10" OL | 525479 | Meer afbeeldingen |